# Мраморноморский регион

Регион Мармара на карте Турции

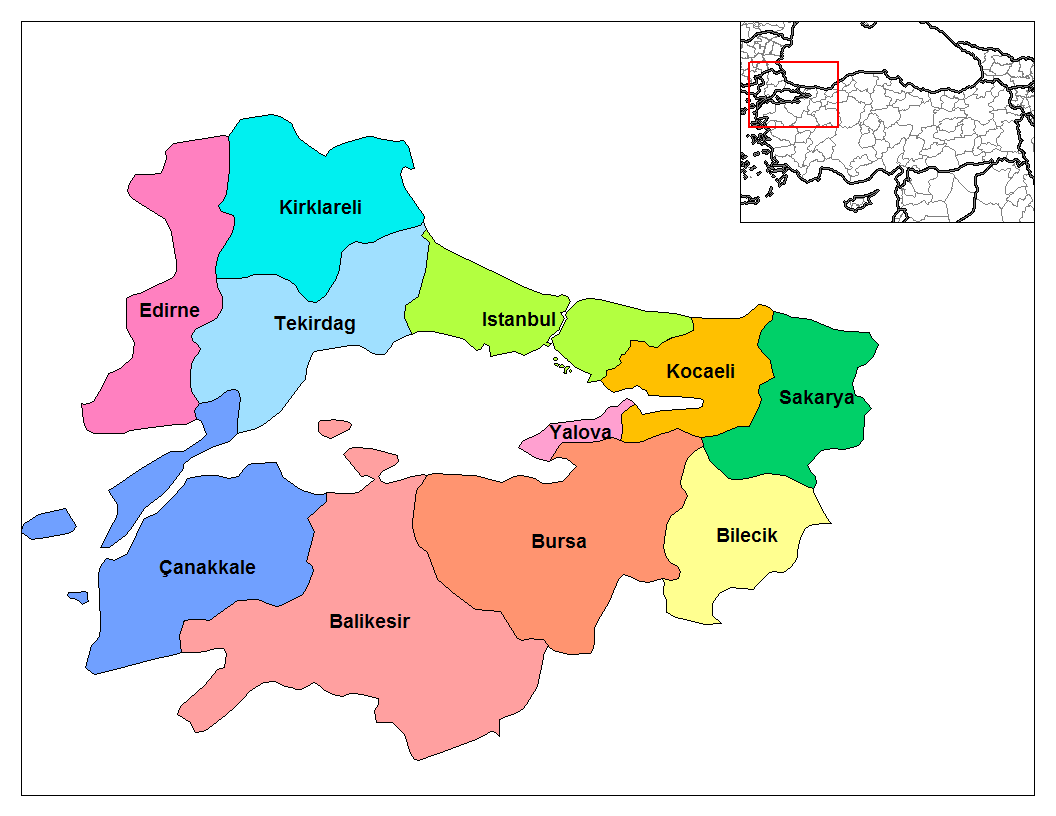
Илы региона Мармара

Мраморноморский регион (тур. Marmara Bölgesi) — самый западный географический (статистический) регион Турции. Расположен одновременно в Европе и в Азии. Включает 11 илов (провинций), примыкающих к трём морям (Мраморное, Чёрное и Эгейское) и двум проливам (Босфор и Дарданеллы). Центр региона — город Стамбул.

## Состав
В регион входят следующие илы (провинции):
- Балыкесир (тур. Balıkesir)
- Биледжик (тур. Bilecik)
- Бурса (тур. Bursa)
- Стамбул (тур. İstanbul)
- Коджаэли (тур. Kocaeli)
- Кыркларели (тур. Kırklareli)
- Сакарья (тур. Sakarya)
- Текирдаг (тур. Tekirdağ)
- Чанаккале (тур. Çanakkale)
- Эдирне (тур. Edirne)
- Ялова (тур. Yalova)

## Население
Численность населения региона по состоянию на 1 января 2014 года составляло 23 202 727 человек.
| Ил         | Население, чел. 31.XII. 2013 |
| ---------- | ---------------------------- |
| Балыкесир  | 1162761                      |
| Биледжик   | 208888                       |
| Бурса      | 2740970                      |
| Чанаккале  | 502328                       |
| Эдирне     | 398582                       |
| Стамбул    | 14160467                     |
| Кыркларели | 340559                       |
| Коджаэли   | 1676202                      |
| Сакарья    | 917373                       |
| Текирдаг   | 874475                       |
| Ялова      | 220122                       |
| всего      | 23202727                     |